# Philippe Le Hardy de Beaulieu
Philippe Le Hardy de Beaulieu (n. 27 octombrie 1887, Wavre, Valonia, Belgia – d. 22 noiembrie 1922, Brussel, Comunitatea Francofonă din Belgia⁠(d), Belgia) a fost un scrimer ce a reprezentat Belgia, medaliat olimpic. A participat la 3 ediții ale Jocurilor Olimpice (1906, 1912, 1920) în care a câștigat o medalie de argint.